# Kuciny
Pour les articles homonymes, voir Brudnów.
Brudnów (prononciation [kuˈt͡ɕinɨ]) (sous l'occupation allemande 1943–1945: Kutzingen) est un village de la gmina de Dalików , du powiat de Poddębice, dans la voïvodie de Łódź, situé dans le centre de la Pologne.
Il se situe à environ 3 kilomètres (km) au sud-est de Dalików (siège de la gmina) , 12 kilomètres à l'est de Poddębice (siège du powiat) et 26 kilomètres à l'ouest de Łódź (capitale de la voïvodie).

## Administration
De 1975 à 1998, le village était attaché administrativement à l'ancienne voïvodie de Sieradz.

Depuis 1999, il fait partie de la nouvelle voïvodie de Łódź.